# Addison Farmer
Addison Gerald Farmer (* 21. August 1928 in Council Bluffs, Iowa; † 20. Februar 1963 in New York City) war ein US-amerikanischer Jazz-Bassist.
Addison Farmer studierte an der Juilliard School und an der Manhattan School of Music, spielte danach mit Jay McShann, Howard McGhee, Benny Carter (1948) und Gerald Wilson (1953) in Kalifornien, später mit Teddy Charles, der Art Farmer/Gigi-Gryce-Band, Stan Getz und Mose Allison in New York. 1959 bis 1960 wirkte er im Art Farmer/Benny Golson Jazztet mit, zu hören auf dem Argo-Album Meet the Jazztet. Addison Farmer nahm im Verlauf seiner kurzen Karriere auch Platten mit Gene Ammons, Sonny Criss, Curtis Fuller/Hampton Hawes, Teo Macero, Anthony Ortega, dem Prestige Jazz Quartet und Mal Waldron auf.
Addison Farmer war der Zwillingsbruder von Art Farmer.

## Diskografie (Auswahl)
mit Art Farmer
- When Farmer Met Gryce (Prestige/OJC, 1954–55)
- The Art Farmer Quintet (Prestige, 1954)
- Farmer’s  Market (Prestige/OJC, 1956)
- Portrait Of Art Farmer (Contemporary, 1958)
- Modern Art (Blue Note, 1958)

Weitere Aufnahmen als Sideman
- Teddy Edwards: Steady With Teddy  (Cool & Blue, 1946–48)
- Gene Ammons: The Happy Blues (OJC, 1956); All Star Sessions (OJC 1950–55)
- Bennie Green: Bennie Green with Art Farmer (Prestige/Fantasy, 1956)
- Sonny Criss: California Boppin’ (Fresh Sound, 1957)
- Curtis Fuller & Hampton Hawas: With French Horns (OJC, 1957)
- Teddy Charles: Coolin’ (OJC, 1957)
- Mal Waldron: Impressions (OJC, 1959)